# ホームラン教室
『ホームラン教室』（ホームランきょうしつ）は、1959年10月10日から1963年3月30日までNHK総合テレビで放送されていた生放送のテレビドラマである。

## 概要
東京タワーが見える丘の上で、小学校の少年野球チームに所属する子供たちが、野球を通して絆を深めていく様子をほのぼのと描いた作品。子供たちそれぞれの学校内や家庭内でのエピソードも描いていた。

## 放送時間
いずれも日本標準時。
- 土曜 18:07 - 18:35 （1959年10月10日 - 1960年4月2日）
- 土曜 18:25 - 18:50 （1960年4月9日 - 1961年4月1日）
- 土曜 17:34 - 18:35 （『こどもの時間』内、1961年4月8日 - 1962年3月31日）
- 土曜 18:25 - 18:50 （1962年4月7日 - 1963年3月30日）

## 出演者
(1961年3月放送分まで）
子供たち
- 小柳徹 - アンパン（大川トオル）
- 安藤哲 - ネズミ（根津次郎）
- 矢沢新 - 16番（川上哲夫）
- 太田昭雄 - トチ
- 細田勝彦（克彦）- ボロ助
- 斉藤弘昌 - ガリ
- 臼間香世 - ミドリ
- 岡本久美子 - クリ
- 佐藤貴実雄 - スギ（杉浦）
- 芦沢義仁 - デカ
- 朝倉宏二 - 本田

家族その他
- 牟田悌三 - トオルの父（パン屋の主人）
- 幸つや子 - トオルの母
- 安田まり子 - ミー（トオルの妹）
- 土屋靖雄 - モーやん（パン屋店員）
- 森塚敏 - ネズミの父（歯科医）
- 古賀さと子 - ネズミの姉
- 冨田浩太郎 - 辻先生
- 岸旗江 - ガリの母
- 笠間雪雄 - スギの父
- 黒木三郎 - トチの父
- 三崎千恵子 - トチの母
- 池田忠夫 - ボロ助の父
- 田島辰夫 - 16番の父
- その他 - 劇団こまどり

## スタッフ
- 原作・脚本：高垣葵

## 主題歌
- ホームラン教室の歌（作詞：高垣葵 / 作曲：真木信夫 / 歌：小柳徹）

## 番組の映像
本作は生放送であったため、現存している映像は第51回「元気出せ16番!!」（1960年10月15日放送）の一部のみである。この回はキネコフィルムにてNHKアーカイブスに保存され、約4分が「NHK放送史」にて視聴可能な他、同回の別場面約1分40秒分がNHKエンタープライズより2004年12月に発売されたDVD「懐かしの子供番組グラフィティー・夕方六時セレクション①」にオープニング映像と共に収録されている。

## コミカライズ
秋田書店発行の少年漫画誌『冒険王』1959年12月号～1961年3月号にかけて、コミカライズが連載されていた。原作は番組と同じく高垣葵だが、時期によって作画担当者が異なる。1959年12月号～1960年6月号を寺田ヒロオ、1960年7月号～8月号を石ノ森章太郎・赤塚不二夫、1960年9月号～1961年3月号を赤塚不二夫が作画を担当した。
現存している第51回のストーリーが『冒険王』1960年12月号掲載分の漫画と同一である。このことから、放送用台本を元に漫画が描かれていたと推定できる。
角川書店が刊行した『石ノ森章太郎萬画大全集』の『黒帯先生』に石ノ森が携わった2か月分のエピソードが併録されている。これが初の単行本化となった。